# Sinbad – Der Herr der sieben Meere
Sinbad – Der Herr der sieben Meere (Originaltitel: Sinbad: Legend of the Seven Seas) ist ein US-amerikanischer Zeichentrickfilm aus dem Jahr 2003, mit der Animation von DreamWorks Animation. Der Film startete am 2. Juli 2003 in den deutschen Kinos.

## Handlung
Sinbad, der wagemutigste und berüchtigtste Segler, der jemals die sieben Meere besegelte, verbringt sein Leben damit, nach Problemen zu suchen, die er schließlich auch findet. Auf einem Beutezug greift er mit seiner Crew das Schiff seines besten Freundes Proteus an, welcher Prinz von Syrakus ist, und der Welt kostbarsten und mächtigsten Schatz, das Buch des Friedens, dorthin transportieren soll. Die beiden geraten daraufhin unbemerkt ins Visier der Göttin des Chaos, Eris, welche die Chance sieht, die Welt in ein neues Chaos zu stürzen. Bei ihrem Kampf um den Schatz werden sie jedoch plötzlich von Cetus, einem Meeresungeheuer und Eris’ Haustier, unterbrochen. Gemeinsam schaffen sie es, das Ungeheuer zu besiegen, jedoch wird Sinbad von diesem mit in die Tiefe gezogen. Dort trifft er Eris, welche ihm enorme Reichtümer und sein Leben gegen den Diebstahl des Buches anbietet. Er nimmt das Angebot an, woraufhin Eris ihm ihr göttliches Wort gibt, nicht gegen diese Abmachung zu verstoßen. Anschließend begeben sich Sinbad und seine Männer zu einem Fest nach Syrakus, bei dem er die Verlobte von Proteus, Marina, kennenlernt. Im Laufe der Nacht stiehlt Eris in Gestalt Sinbads das Buch des Friedens, woraufhin dieser vor ein Gericht gestellt und zum Tode verurteilt wird. Allerdings verlangt Proteus einen Austausch, sodass Sinbad 10 Tage erhält, um das Buch zurückzubringen, andernfalls würde Proteus seinen Platz einnehmen. Sinbad will daraufhin sofort fliehen und nach Fiji segeln, unerwartet trifft er aber Marina an Bord, die sich mit Diamanten in das Schiff eingekauft hat. Sinbads anfängliche Abneigung gegen sie verwandelt sich später in Respekt, nachdem Marina die Mannschaft vor den Sirenen bewahrt. Im Laufe ihrer Reise treffen sie auf ein Tiefseemonster und einen von Eris gesandten Roch. Trotz aller Hindernisse kommen sie schließlich am Ende der Welt an. Sinbad sowie Marina treffen Eris im Tartarus. Eris bietet ihm daraufhin eine Wette an, um zu beweisen, dass sein Herz, entgegen Marinas Auffassung, genauso schwarz wie Eris’ sei. Wieder gibt sie ihm ihr göttliches, unbrechbares Wort und stellt ihm die Frage, ob er, sollte er das Buch nicht erhalten, nach Syrakus gehen würde, um zu sterben, oder fliehen und Proteus dem Tode überlässt. Sie versichert ihm, dass er, im Falle einer richtigen Antwort, das Buch erhält. Sie schickt ihn daraufhin ohne das Buch aus dem Tartarus, woraufhin er sich entschließt zurückzusegeln. Eris bewahrt ihn jedoch in letzter Sekunde vor dem Tod und gibt ihm, gebunden an ihr göttliches Wort, widerwillig das Buch. Am Ende segelt er mit seiner Liebe Marina in die Welt hinaus.

## Synchronisation
Die Synchronisation wurde von der Berliner Synchron GmbH Wenzel Lüdecke in Auftrag gegeben, für Dialogbuch und -regie war Michael Nowka verantwortlich.
| Rolle       | Darsteller           | Synchronsprecher  |
| ----------- | -------------------- | ----------------- |
| Sinbad      | Brad Pitt            | Benno Fürmann     |
| Proteus     | Joseph Fiennes       | Benjamin Völz     |
| Eris        | Michelle Pfeiffer    | Daniela Hoffmann  |
| Marina      | Catherine Zeta-Jones | Jasmin Tabatabai  |
| Kale        | Dennis Haysbert      | Tilo Schmitz      |
| Rat         | Adriano Giannini     | Michael Pan       |
| König Dymas | Timothy West         | Michael Chevalier |
| Jin         | Raman Hui            | Gerald Schaale    |
| Li          | Chung Chan           | Stefan Krause     |
| Jed         | Conrad Vernon        | Michael Nowka     |
| Grum / Chum | Andrew Birch         | Michael Iwannek   |
| Luca        | Jim Cummings         | Georg Tryphon     |
| Turmwache   | Chris Miller         | Lutz Schnell      |
| Botschafter | Jim Cummings         | Christian Rode    |

## Produktion
Sinbad – Der Herr der sieben Meere ist der erste Film, der vollständig das Betriebssystem Linux zur Produktion benutzte. Die Monster und Hintergründe sind hauptsächlich computergeneriert, während die Charaktere handgezeichnet sind.

### Besetzung
Russell Crowe war ursprünglich als Stimme für Sinbad vorgesehen, verließ jedoch, aufgrund von Terminproblemen, nach kurzer Zeit die Besetzung. Er wurde mit Brad Pitt ersetzt, der gern einen Film machen wollte, den auch seine Nichten und Neffen sehen konnten. Er erklärte: „Sie dürfen meine Filme nicht sehen. Abgeschlagene Köpfe und so weiter.“ Pitt vermutete, dass sein missourischer Akzent nicht zu einem Charakter aus dem nahen Osten passen würde, doch die Filmemacher dachten, der Akzent würde die Aura des Films etwas erhellen.
Michelle Pfeiffer, die Eris ihre Stimme lieh, hatte Probleme damit, die Bosheit in ihrem Charakter zu finden. Erst war der Charakter „zu sexuell“, dann zu unlustig. Nach dem dritten Neuschreiben rief Pfeiffer Jeffrey Katzenberg an, um ihm zu sagen, dass er sie feuern kann; Katzenberg erwiderte, dass dies nur Teil der Entwicklung wäre.

## Rezeption

### Reaktion
Rotten Tomatoes gibt an, dass 45 % der Rezensenten eine positive Bewertung abgaben. Metacritic vergab dem Film 48 von 100 Punkten, basierend auf 33 Kritiken. Schließlich erreichte der Film den sechsten Platz in den Kinocharts. Weltweit nahm der Film 80.767.884 US-Dollar ein.

### Einnahmen
An seinem Startwochenende nahm der Film 6.874.477 und am ersten Mittwoch 10.056.980 US-Dollar ein. Nachdem DreamWorks Animation einen Verlust von $125 Millionen machte, kommentierte Katzenberg: „Ich denke, die Idee eine traditionellen Geschichte in einen Zeichentrickfilm umzuwandeln, ist heutzutage ein Ding der Vergangenheit.“